# Ghoramara
Ghoramara (bengalisch ঘোড়ামারা দ্বীপ Ghoṛāmārā dbīp) ist eine indische Insel im Gangesdelta.

## Geographie
Ghoramara liegt 150 km südlich von Kalkutta im indischen Bundesstaat Westbengalen, in den Sundarbans im Golf von Bengalen. Die Insel liegt im Mündungsbereich des Flusses Hugli, einem Mündungsarm des Ganges. Sie liegt nur einen Meter über dem Meer und hat eine Fläche von rund 4,7 km².
Die Insel ist von den Folgen des Klimawandels unmittelbar betroffen. Durch Erosion und den Anstieg des Meeresspiegels hat die Insel seit den 1980er-Jahren rund die Hälfte ihrer ursprünglichen Größe verloren. Ein Großteil der früher etwa 10.000 Menschen zählenden Bevölkerung hat die Insel bereits verlassen.